# Jean Rivier
Jean Rivier (21 de julio de 1896 - 6 de noviembre de 1987) fue un compositor de música clásica francés.
Compuso más de doscientas obras, incluyendo la música para orquesta, música de cámara, coral, piano e instrumentos solistas.
Se desempeñó como profesor de composición en el Conservatorio de París desde 1948 hasta su retiro en 1966. Durante el período de 1948-1962 compartió esta posición con el famoso compositor Darius Milhaud. Gareth Walters, Pedro Ipuche Riva, y Gerd Boder fueron tres de sus estudiantes.

## Composiciones
- 3 Puntos Seches para piano
- 4 Fantasmes para piano
- 4 Diálogos de Secuencias
- Alternances para piano
- Andante Espressivo Ed Allegro Burlesco (tres movimientos) para clarinete y piano
- Aria para trompeta (u oboe) y órgano
- Brillances para 2 trompetas, 2 trompas, 2 trombones y 1 tuba
- Capriccio
- Comme Une Tendre Berceuse para flauta y piano
- Concierto (arreglado por Rene Decouais)
- Concierto para saxofón alto, trompeta y orquesta de cuerda (1955)
- Concierto para saxofón alto, Saxofón barítono, 2 fagotes, trompeta, contrabajo
- Concierto para fagot y cuerdas (1963)
- Concierto para clarinete y orquesta de cuerda (1958)
- Concierto para flauta y piano
- Concierto para oboe y orquesta (o piano) (1966)
- Concierto para trompeta y cuerdas
- Concierto n.º 1 en do para piano y orquesta (1940)
- Concierto Brève para piano y cuerdas (1953)
- Concertino para saxófon y orquesta (o piano)
- Concertino para viola y orquesta (1947)
- Déjeuner sur l'herbe
- Doloroso et Giocoso para viola y piano (1969)
- Duo para flauta y clarinete
- Espagnole para violín y piano
- Grave et Presto para cuarteto de saxofón
- Nocturne, su contribución a Variaciones sur le nom de Marguerite Mucho tiempo
- Le Petit Gondolier para piano
- Les Trois "S" para clarinete
- Oiseau tendre para flauta de solo
- Ouverture Vierte une opérette imaginaire
- 3 Pastorales para Orquesta (1929)
- Pieza en re (Pièce en Ré vierte contrebasse et piano, 1920)
- Vierte Des Mains Amies para piano
- Priere
- Quatuor Un Cordes n.º 2 (cuarteto de cuerda n.º 2)
- Rapsodie para trombón y piano
- Réquiem
- Sonate para piano
- Stridences para piano
- Trío de cuerda
- Sinfonía n.º 1 (1931)
- Sinfonía n.º 2 en do mayor para orquesta de cuerda (1937)
- Sinfonía n.º 3 en sol mayor para orquesta de cuerda (1937)
- Sinfonía n.º 4 en si bemol importante para orquesta de cuerda (1947)
- Sinfonía n.º 5 en do menor (1950)
- Sinfonía n.º 6 en mi menor "Les Présages" (1958)
- Sinfonía n.º 7 en fa mayor "Les Contrastes" (1971)
- Sinfonía n.º 8 para orquesta de cuerda (1978)
- Torrentes para piano
- Trois Mouvements para clarinete y piano
- Virevoltes para flauta

Sus obras completas para piano han sido publicados en un solo volumen, por Salabert.

## Discografía
- Concierto para Saxofón Alto, Trompeta y Orquesta aparece en "French Saxophone Concertos", Naxos 8.225127
- Concierto para saxofón alto, trompeta y cuerdas aparece en "Virtuoso Saxophone Concertos" (Virtuose Saxophonkonzerte), Koch Schwann
- Oiseaux tendres aparece en "WIESLER, Manuela: Flute Music" Naxos BIS-CD-689
- Sinfonías n.º 3 en G, n.º 4 en B♭, y n.º 8 en __ (todas para cuerdas) Calmel Orquesta de Cámara dirigida por Bernard Calmel, en Pavane CD ADW 7328 (1994) (actualmente fuera de impresión)

## Para más información
- Jean Rivier, catálogo de las obras. París: G. Billaudot De 1993.
- "Jean Rivier" en Adolphe Sax, Marcel Mule & Co por Jean-Pierre Thiollet, H & D, 2004, pág. 169-170